# Richtlinie 2011/77/EU (Künstler-Schutzfristen-Richtlinie)
Die Richtlinie 2011/77/EU (auch Künstler-Schutzfristen-Richtlinie oder (3.) Schutzdauerrichtlinie), regelt die Schutzdauer des Urheberrechts der ausübenden Künstler und Herstellern von Tonträgern, welches damit von 50 auf 70 Jahre verlängert wurde.
Diese Richtlinie bildet einen weiteren gesetzgeberischen Harmonisierungsschritt im Rahmen der EG (nunmehr EU) nach Erlass der Richtlinie 93/98/EWG zur Harmonisierung der Schutzdauer des Urheberrechts und der Richtlinie 2006/116/EG über die Schutzdauer des Urheberrechts und bestimmter verwandter Schutzrechte. Zwischenzeitlich wurden weitere Urheberschutz-Richtlinien erlassen (siehe: Urheberrecht (Europäische Union)). Es handelt sich bei der Künstler-Schutzfristen-Richtlinie um eine Änderungsrichtlinie, da durch diese lediglich die Richtlinie 2006/116/EG geändert bzw. ergänzt wird.

## Zweck der Regelungen
Alle EU-Urheberschutz-Richtlinien dienen grundsätzlich dem Schutz der Urheber und dem Abbau von Handelshemmnissen und Wettbewerbsverzerrungen in Bezug auf das Urheberrecht innerhalb des europäischen Binnenmarktes. Die vorliegende Richtlinie ist europaweit in Kritik geraten, weil der nachteilige Effekt durch die Schutzfristverlängerung ist, dass z. B. Lieder von The Beatles nunmehr weiterhin geschützt werden und der hauptsächliche Vorteil aus dieser Schutzfristverlängerung bei den Herstellern von Tonträgern zu finden sei und weniger bei den ausübenden Künstlern (siehe unten: „Kritik“).

## Rechtsgrundlage
Der Erlass der vorliegenden Richtlinie wurde auf
- Artikel 53 Absatz 1 AEUV (Koordinierung der Rechts- und Verwaltungsvorschriften der Unionsmitgliedstaaten),
- Artikel 62 AEUV (Verweisung) und
- Artikel 114 AEUV (Verfahrensbestimmung)

gestützt.

## Aufbau der Richtlinie 2011/77/EU
- Artikel 1 (Änderungen der Richtlinie 2006/116/EG)
- Artikel 2 (Umsetzung)
- Artikel 3 (Berichterstattung)
- Artikel 4 (Inkrafttreten)
- Artikel 5 (Adressaten)

## Ausgewählte Bestimmungen der RL 2011/77/EU

### „Gebrauch-es-oder-verlier-es“-Klausel
Die „Gebrauch-es-oder-verlier-es“-Klausel (engl.: ‘use it or lose it’-provision), die aufgrund der Künstler-Schutzfristen-Richtlinie in den Verträgen zwischen Künstlern und Musikverlagen aufgenommen werden müssen, soll es zukünftig ermöglichen, dass Künstler ihre Rechte zurückfordern können, wenn Musikverlage während der erweiterten Schutzfrist diesen Tonträger nicht
- in einer ausreichenden Anzahl von Kopien im Sinne des Internationalen Abkommens über den Schutz der aus übenden Künstler, den Herstellern von Tonträgern und der Sendeunternehmen zum Verkauf anbieten oder
- der Öffentlichkeit zugänglich, weiter vermarkten.[5]

### Vergütungs-Fonds
Ist in Verträgen mit ausübenden Künstlern lediglich eine einmalige Vergütung vorgesehen (einmalige Abgeltung), so erhält der Künstler zukünftig einen Anspruch auf eine zusätzliche, jährlich zu zahlende Vergütung von Seiten des Tonträgerherstellers 
- für jedes vollständige Jahr unmittelbar im Anschluss an das 50. Jahr nach der rechtmäßigen Veröffentlichung des Tonträgers oder ohne eine solche Veröffentlichung,
- für das 50. Jahr nach dessen rechtmäßiger öffentlicher Wiedergabe.

Auf diesen Anspruch auf eine zusätzliche, jährlich zu zahlende Vergütung kann der ausübende Künstler nicht verzichten.
Die Tonträger-Hersteller haben in diesen Fonds (Studiomusikerfonds oder engl.: session players’ fund) 20 % der Einnahmen einzubezahlen, die sie während des Jahres, das dem Jahr, für das diese Vergütung zu zahlen ist, unmittelbar vorausgeht, aus der Vervielfältigung, dem Vertrieb und der Zugänglichmachung des betreffenden Tonträgers erzielt haben.

## Kritik
Insbesondere auch wegen der Bestimmung in Artikel 1 Nr. 3 der Künstler-Schutzfristen-Richtlinie, durch welche Artikel 10 Absatz 6 der RL 2006/116/EG eingefügt wird, ist Kritik erhoben worden. Der neue Absatz 6 in Artikel 10 der RL 2006/116/EG erweitert den zeitlichen Schutz für Musikkompositionen mit Text, von denen zumindest die Musikkomposition oder der Text in mindestens einem Mitgliedstaat am 1. November 2013 geschützt sind, und für Musikkompositionen mit Text, die nach diesem Datum entstehen.
Siehe auch: Kritik an der Verlängerung der Schutzfristen auf 70 Jahre auch innerhalb der Europäischen Kommission im Artikel Urheberrecht (Europäische Union).
Die vernichtende Stellungnahme des Max-Planck-Instituts zum Vorschlag der Kommission für eine Richtlinie zur Änderung der Richtlinie 2006/116 EG des Europäischen Parlaments und des Rates über die Schutzdauer des Urheberrechts und bestimmter verwandter Schutzrechte vom 10. September 2008 führte als eines der Ergebnisse aus: „Die von der Kommission mit ihrem Vorschlag aufgegriffenen Zusammenhänge sind komplex. Erschöpfender Sachverstand kann von ihr weder in rechtlicher noch in tatsächlicher Hinsicht erwartet werden. Dies rechtfertigt aber nicht das blinde Umsetzen partikulärer Wirtschaftsinteressen ohne den Beizug unabhängiger Experten.“ (Pkt. III.10 der Stellungnahme).